# 아레스 (마블 코믹스)
아레스는 가상의 인물로 마블 코믹스에 등장하는 신이다. 이 캐릭터는 그리스 신화의 아레스에서 차용한 인물로 그는 토르 제1권 #129호에 처음 나왔다. 스탠 리와 잭 커비가 그를 창작했다. 아레스는 토르와 허큘리스의 적으로 등장했으며 2006년 그 자신의 책이 출판된 적도 있다.
그리스 전쟁의 신인 아레스는 초기애 토르, 허큘리스, 어벤저스와 싸우던 악당으로 등장했다. 그러나 2006년 아레스는 악당이 아닌 전투를 위해 살아가는 영웅으로 재등장했다. 그는 마이티 어벤저스의 일원이 되었고 나중에 노먼 오스번의 다크 어벤저스에 참여해 그의 힘을 선한 곳에 쓸 수 있기를 바랐다. 아스가르드 공성전에서 그는 센트리에 의해 찢겨 죽였다.